# Dekanat nieświeski
Dekanat nieświeski – jeden z 11 dekanatów archidiecezji mińsko-mohylewskiej na Białorusi. Składa się z 13 parafii. 

## Lista parafii
| Lp | Miejscowość / parafia                                      | Proboszcz / administrator | Kościół                                                          | Zdjęcie |
| -- | ---------------------------------------------------------- | ------------------------- | ---------------------------------------------------------------- | ------- |
| 1  | Horodziej Parafia św. Józefa                               |                           | Kościół św. Józefa w Horodzieju                                  |         |
| 2  | Kleck Parafia Świętej Trójcy                               |                           | Kościół Świętej Trójcy w Klecku                                  |         |
| 3  | Kopyl Parafia Świętych Apostołów Piotra i Pawła            |                           | Kościół Świętych Apostołów Piotra i Pawła w Kopylu               |         |
| 4  | Lieńki (na cmentarzu św. Wacława) Parafia św. Anny         |                           | Kościół św. Anny w Lieńkach                                      |         |
| 5  | Lubań Parafia Matki Bożej Fatimskiej                       | o. Sobiesław Tomala       | Kościół Matki Bożej Fatimskiej w Lubaniu                         |         |
| 6  | Nieśwież Parafia Bożego Ciała                              |                           | Kościół Bożego Ciała w Nieświeżu                                 |         |
| 7  | Siejłowicze Parafia Najświętszego Serca Jezusa             |                           | Kościół Najświętszego Serca Jezusa w Siejłowiczach               |         |
| 8  | Słuck Parafia św. Antoniego                                |                           | Kościół św. Antoniego w Słucku                                   |         |
| 9  | Snów Parafia św. Jana Chrzciciela                          |                           | Kościół św. Jana Chrzciciela w Snowie                            |         |
| 10 | Soligorsk Parafia św. Franciszka                           | o. Sobiesław Tomala       | Kościół św. Franciszka w Soligorsku                              |         |
| 11 | Stare Drogi Parafia Wniebowzięcia Najświętszej Maryi Panny |                           | Kościół Wniebowzięcia Najświętszej Maryi Panny w Starych Drogach |         |
| 12 | Wynisce Parafia Narodzenia św. Jana Chrzciciela            |                           | Kościół Narodzenia św. Jana Chrzciciela w Wyniscach              |         |
| 13 | Zamoście Parafia św. Barbary                               |                           | Kościół św. Barbary w Zamościu                                   |         |